# AP1M2
AP1M2‏ (Adaptor related protein complex 1 subunit mu 2) هوَ بروتين يُشَفر بواسطة جين AP1M2 في الإنسان.